# Banksia dallanneyi
Banksia dallanneyi är en tvåhjärtbladig växtart. Banksia dallanneyi ingår i släktet Banksia och familjen Proteaceae.

## Underarter
Arten delas in i följande underarter:
- B. d. agricola
- B. d. dallanneyi
- B. d. media
- B. d. pollosta
- B. d. sylvestris
- B. d. mellicula